# Siergiej Judin (lekarz)
Siergiej Judin (ros. Сергей Сергеевич Юдин, ur. 9 października 1891, zm. 12 lipca 1954) – radziecki lekarz, chirurg.
W 1930 r. stworzył pierwszy na świecie bank krwi. W 1931 został profesorem w Instytucie Doskonalenia lekarskiego. W 1933 jako pierwszy opracował sposób pobierania krwi od osób nieżyjących do transfuzji krwi. W 1944 stał się członkiem Akademii Nauk Medycznych. Judin jest autorem prac z zakresu chirurgii wojennej żołądka i przełyku.

## Prace
- Monografia o znieczuleniu rdzeniowym, 1925
- Niedrożności przewodu pokarmowego, 1954